# Пунта дел Есте
Пунта дел Есте (на испански: Punta del Este) е град в Уругвай, департамент Малдонадо.
Разположен е на 140 км източно от столицата Монтевидео на брега Атлантически океан, на 5 км от град Малдонадо. Той е летен курорт, който привлича множество туристи както от страната, така и от Аржентина, Бразилия и Европа.

## История
През 16 век испанците стават първите европейци, стъпили на територията на днешния град – през 1516 г. мореплавателят Хуан Диас де Солис нарича мястото Пуерта де Нуестра Сеньора де ла Канделария.
Колонизирането на района обаче е дело на португалците в края на 18 век. До края на 19 век голяма част от него се състои от дюни и камънак, но през 1896 г. уругвайският мореплавател, ботаник и писател Антонио Лусич закупува 1800 ха незаселена земя, която залесява с дървета и растения от цял свят. Днес част от нея представлява ботаническа градина, сред най-важните горски резервати в света.
На 15 юли 1907 г. Пунта дел Есте получава статут на село, а на 2 юли 1957 г. – на град.
През 1961 г. в Пунта дел Есте се провежда среща на Организацията на американските държави, на която е подписан Уставът от Пунта дел Есте, с който се основава Алиансът на прогреса (Съюзът на прогреса).
През 1986 г. градът домакинства за началото на Уругвайския кръг от преговорите в рамките на ГАТТ, който води до създаването на Световната търговска организация.
През 2010 г. в града се провежда среща на Световната здравна организация, на която е изработена Рамкова конвенция за контрол над тютюневите изделия.

## География
Част от града е разположена на полуостров, чието въображаемо продължение навътре в морето е границата между Атлантическия океан и Ла Плата. Курортът разполага с 2 плажни ивици с различни качества – Плая Брава и Плая Манса (Бурният и Спокойният плаж). Първата е разположена на океана, където морето е по-бурно, а пясъкът е фин и бял. Втората се намира от страната на Ла Плата, морето е по-спокойно, а пясъкът е по-едър и златист.
На 2 километра навътре в морето откъм Плая Манса се намира необитаемият остров Исла Горити (21 ха площ), който в миналото е служел за пристанище на пирати, а днес предлага добри условия за водни спортове. На 12 км от атлантическия бряг е обявеният за защитена територия остров Исла де Лобос (41 ха), на който живее най-голямата колония (общо 200 000 животни) от обикновени тюлени, патагонски морски лъвове и морски слонове в Южна Америка.

### Климат
Климатът е мек океански (Cfb по климатичната класификация на Кьопен) с приятно, негорещо лято и прохланда зима. Средната температура на най-горещия месец февруари е 21,7 °C, а на най-студения месец юли – 11,5 °C. Средните годишни валежи са малко над 1000 мм, разпределени равномерно през цялата година.
| Климатични данни на Пунта дел Есте    | Климатични данни на Пунта дел Есте | Климатични данни на Пунта дел Есте | Климатични данни на Пунта дел Есте | Климатични данни на Пунта дел Есте | Климатични данни на Пунта дел Есте | Климатични данни на Пунта дел Есте | Климатични данни на Пунта дел Есте | Климатични данни на Пунта дел Есте | Климатични данни на Пунта дел Есте | Климатични данни на Пунта дел Есте | Климатични данни на Пунта дел Есте | Климатични данни на Пунта дел Есте | Климатични данни на Пунта дел Есте |
| Месеци                                | яну.                               | фев.                               | март                               | апр.                               | май                                | юни                                | юли                                | авг.                               | сеп.                               | окт.                               | ное.                               | дек.                               | Годишно                            |
| Абсолютни максимални температури (°C) | 37,0                               | 34,4                               | 34,4                               | 30,6                               | 29,8                               | 26,6                               | 28,3                               | 27,4                               | 31,0                               | 31,8                               | 32,2                               | 37,6                               | 37,6                               |
| Средни максимални температури (°C)    | 25,2                               | 25,1                               | 24,0                               | 21,2                               | 18,2                               | 14,8                               | 14,4                               | 14,7                               | 16,0                               | 18,4                               | 21,0                               | 23,8                               | 19,7                               |
| Средни минимални температури (°C)     | 18,1                               | 18,4                               | 17,6                               | 14,9                               | 12,1                               | 9,5                                | 8,7                                | 8,8                                | 9,9                                | 11,4                               | 14,1                               | 16,4                               | 13,3                               |
| Абсолютни минимални температури (°C)  | 10,2                               | 11,6                               | 10,4                               | 6,8                                | 3,4                                | −0,2                               | 1,4                                | 1,4                                | 1,6                                | 4,0                                | 7,4                                | 7,0                                | −0,2                               |
| Средни месечни валежи (mm)            | 75,4                               | 84,8                               | 79,3                               | 84,0                               | 91,4                               | 80,3                               | 90,3                               | 93,9                               | 93,1                               | 85,0                               | 86,8                               | 66,6                               | 1010,9                             |
| Брой на дните с валежи                | 8                                  | 9                                  | 9                                  | 9                                  | 9                                  | 10                                 | 10                                 | 9                                  | 9                                  | 9                                  | 8                                  | 8                                  | 107                                |
| ------------------------------------- | ---------------------------------- | ---------------------------------- | ---------------------------------- | ---------------------------------- | ---------------------------------- | ---------------------------------- | ---------------------------------- | ---------------------------------- | ---------------------------------- | ---------------------------------- | ---------------------------------- | ---------------------------------- | ---------------------------------- |
| Източник:                             |                                    |                                    |                                    |                                    |                                    |                                    |                                    |                                    |                                    |                                    |                                    |                                    |                                    |

### Население
Постоянното население на Пунта дел Есте наброява 9277 души според преброяването през 2011 г. Местната българска общност е сред по-големите в Уругвай в началото на 20 век.
| Година    | Брой на населението |
| --------- | ------------------- |
| 1963      | 5272                |
| 1975      | 7197                |
| 1985      | 6731                |
| 1996      | 8294                |
| 2004      | 7298                |
| 2011      | 9277                |
| Източник: |                     |

## Туризъм
Летният сезон от средата на декември до средата на март привлича най-много туристи. Тогава населелението на града нараства четирикратно. Годишният брой на туристите е между 600000 и 700000, предимно от Аржентина. Останалата част пристига главно от Уругвай, Южна Бразилия, други латиноамерикански държави, Европа и САЩ. Градът е любимо място за отдих на южноамериканския елит. Оттам идва и прякорът му – Монте Карло на Южна Америка.

## Забележителности
Сред най-известните забележителности на града е Ръката на Пунта дел Есте – скулптура на пет човешки пръста, подаващи се от пясъка на Плая Брава. Завършена е в началото на 1986 г. и е дело е на чилийския скулптор Марио Ирарасабал, чиято идея е ръката да сивмолизира давещ се човек и по този начин да предупреждава плажуващите за опасните води от тази страна на полуострова. Също на атлантическия бряг е разположен Фарът на Пунта дел Есте, построен през 1860 г. с материали от Европа. Висок е 45 м, а светлината му може да бъде видяна на разстояние 8,8 морски мили от брега. Други интересни сгради са католическата църква Иглесиа де Нуестра Сеньора де ла Канделария, построена през 1941 г. и единственият хотел от веригата Конрад в Южна Америка.
Близо до Пунта дел Есте се намира малкият курорт Пунта Балена с построената от известния уругвайски художник, скулптор, писател и архитект Карлос Паес Виларо къща Касапуебло. Екстравагантната сграда е в средиземноморски стил и разполага с общо 70 апартамента и отделни стаи, а построяването ѝ отнема 36 години. В миналото е била лятна резиденция и ателие на Виларо, а днес помещава хотел, музей, галерия и ресторант. Недалеч от Пунта Балена е ботаническата градина Арборетум Лусич със 70 местни и 400 екзотични растения.
През март в Пунта дел Есте се провежда международен кинофестивал (с юбилейно 15-о издание през 2012 г.), а през януари – международен фестивал за джазова музика, стартирал през 1996 г.

## Транспорт
Три магистрали свързват Пунта дел Есте с други градове в региона – Рута Интербалнеария (Рута IB) с Монтевидео, Рута Хуан Диас де Солис (Рута 10) с Агуас Дулчес и Рута Доминго Бургуеньо Мигел (Рута 39) с Аигуа.
Градът се обслужва от три летища – най-големите в страната, приемащи международни полети Караско, близо до Монтевидео (на 115 км), и Капитан де Корбета Карлос А. Курбело, близо до Пиреаполис (на 15 км), както и Ел Хагуел (на 5 км), допреди време главно летище на Пунта дел Есте, но приемащо само малки частни самолети.
Пунта дел Есте има яхтено пристанище, което обаче не е пригодено за по-големи кораби. Поради тази причина големите пасажерски кораби застават на котва близо до Исла Горити, а пасажерите се извозват с лодки до брега.

## Спорт
От 1980-те години по улиците на града се провеждат кръгове от национални и континентални автомобилни серии за едноместни болиди и туристически автомобили – Формула 3 Судамерикана, Формула 2 Кодасур, Формула Рено, TC 2000 и др. От 2014 г. Пунта дел Есте приема кръг от новосъздадените серии за електрически болиди Формула Е. От 1989 г. в града провежда най-престижният турнир по ръгби 7 в Южна Америка. Градът 3 пъти е бил крайна точка в етап от регатата Волво Оушън Рейс. От 2008 г. в курорта ежегодно се провежда маратон с международно участие. Хотел „Конрад“ е домакин на големи покер турнири, а близкоразположеното игрище за голф – на международни турнири.

## Побратимени градове
- Виня дел Мар
- Гуаякил
- Дубровник
- Ибара
- Ла Пас
- Ла Серена
- Лос Кабос
- Мар дел Плата
- Марбеля
- Порто Алегре
- Сан Франциско